# Joaquim Viola i Sauret
Joaquim Viola i Sauret (Cebreros, 26 de juny de 1913 - Barcelona, 25 de gener de 1978) fou un polític català, fill d'un registrador de la propietat originari de Balaguer. Durant la guerra civil espanyola lluità en el bàndol franquista i fou ferit al front de Terol. Després de la guerra es llicencià en dret per la Universitat de Barcelona i exercí com a registrador de la propietat. El 1954 fou membre del Consell d'Administració del Banco de Madrid a Barcelona, on va fer amistat amb Josep Maria de Porcioles i Colomer. Es casà amb Montserrat Tarragona Corbella, germana del polític Eduard Tarragona Corbella.
Fou directiu del FC Barcelona en l'època de Miró-Sans (va escriure un Llibre Blanc sobre les finances del club), procurador a corts del terç familiar per Lleida des de 1967 i alcalde de Barcelona de setembre del 1975 a desembre de 1976. Després fou director general d'Administració Local. A les eleccions generals espanyoles de 1977 presentà la seva candidatura al Senat espanyol per Lleida, però no fou escollit. Allunyat de la política, fou assassinat amb la seva muller Montserrat Tarragona, davant dels seus fills, per mitjà d'una bomba al pit en un atemptat atribuït a l'organització armada EPOCA.